# Chethan Balasubramanya
 (août 2018).
 (juin 2025).
 (juin 2025).
Motif : source unique pour cet athlète, qui n'a aucun record à son actif. Par ailleurs, l'article est orphelin
- Archive Wikiwix
- Bing
- Cairn
- DuckDuckGo
- E. Universalis
- Gallica
- Google
- G. Books
- G. News
- G. Scholar
- Persée
- Qwant
- (zh) Baidu
- (ru) Yandex
- (wd) trouver des œuvres sur Wikidata

| 1. | Préciser le motif de la pose du bandeau. | Précisez le motif de la pose du bandeau en utilisant la syntaxe suivante : {{admissibilité à vérifier\|date=juin 2025\|motif=remplacez ce texte par le motif}}                              |
| 2. | Informer les utilisateurs concernés.     | Pensez à avertir le créateur de l'article, par exemple, en insérant le code ci-dessous sur sa page de discussion : {{subst:avertissement admissibilité à vérifier\|Chethan Balasubramanya}} |

Chethan Balasubramanya (souvent Chethan B.) (né le 18 août 1992) est un athlète indien, spécialiste du saut en hauteur.

Il mesure 1,92 m pour 73 kg. Il franchit 2,25 m en juin 2018 à Guwahati, à 4 cm du record de l’Inde. Il se qualifie pour la finale des Jeux asiatiques de 2018, dans laquelle il termine 8e avec 2,20 m. 